# Pièce de 5 cents de dollar américain
Pour les articles homonymes, voir Nickel (homonymie).
Ne doit pas être confondu avec Pièce de 5 cents de dollar canadien.
La pièce de cinq cents de dollar américain, ou nickel, est frappée par la Monnaie des États-Unis. Composé de cupronickel (75 % de cuivre et 25 % de nickel), elle est émise depuis 1866. Son diamètre est de 0,835 pouce (21,21 mm) et son épaisseur de 0,077 pouce (1,95 mm).
Le demi-dime en argent, équivalent à cinq cents, est émis de 1792 à 1873 avant la version actuelle en cupronickel. La guerre de Sécession provoque des difficultés économiques, entraînant la disparition de l’or et de l’argent de la circulation ; en réponse, le gouvernement émet d’abord du papier-monnaie pour remplacer les pièces de faible valeur. En 1865, le Congrès abolit le billet de cinq cents de la monnaie fractionnaire après que Spencer M. Clark (en), directeur du Bureau de la Monnaie (aujourd’hui le bureau de la gravure et de l'impression), place son propre portrait sur cette coupure. Après l’introduction réussie de pièces de deux et trois cents (en) sans métal précieux, le Congrès autorise également une pièce de cinq cents composée de métaux communs ; la Monnaie commence à frapper cette version en 1866. Le premier modèle, le nickel au bouclier, est frappé de 1866 à 1883, avant d’être remplacé par le nickel Liberty Head. En 1913, le nickel Buffalo nickel est introduit dans le cadre d’un effort visant à embellir la monnaie américaine.
Le nickel est frappé sous sa forme moderne comme une modification du nickel Jefferson, introduit pour la première fois en 1938. En 2004 et 2005, des modèles spéciaux du nickel Jefferson sont émis en l’honneur du bicentenaire de l’expédition Lewis et Clark. En 2006, la Monnaie revient au revers d’origine conçu par Felix Schlag (en), tout en adoptant un nouvel avers, réalisé par Jamie Franki.
Au cours de l’exercice 2020, il en coûte plus de 7 cents pour produire un nickel ; la Monnaie étudie la possibilité de réduire les coûts en utilisant des métaux moins chers. En 2018, plus de 1,26 milliard de nickels sont produits dans les ateliers monétaires de Philadelphie et de Denver.

## Pièce d'un demi dime
Le demi-dime en argent fait partie des dénominations prescrites par la loi monétaire de 1792. Son poids et son titre sont fixés par la loi. Les premières pièces frappées sous autorité fédérale sont des demi-dimes, réalisés en 1792 dans la cave de John Harper, un fabricant de scies ; comme la première Monnaie fédérale est encore en construction à Philadelphie, l’opération a lieu localement, à l’angle de Sixth et Cherry Streets. Les coins sont gravés par Adam Eckfeldt, qui se souvient un demi-siècle plus tard que l’argent servant aux demi-dimes a été fourni par le président George Washington, et que les 1 500 pièces issues de ce métal ont été remises au secrétaire d’État, Thomas Jefferson, pour être distribuées à des personnalités influentes, tant aux États-Unis qu’à l’étranger,. Selon la légende, Washington aurait fourni de l’argenterie de sa résidence de Mount Vernon pour obtenir le métal nécessaire aux pièces. Dans son message annuel au Congrès, à la fin de 1792, Washington mentionne la construction en cours d’un bâtiment de la Monnaie et déclare : « Il y a également eu un petit commencement dans la frappe des demi-dimes, le manque de petites pièces en circulation attirant d’abord l’attention sur elles ».
En 1793, la nouvelle Monnaie de Philadelphie commence à frapper des cents et des demi-cents. La frappe de pièces en métal précieux est retardée : le Congrès exige que l’essayeur et le maître-monnayeur déposent chacun une caution de 10 000 dollars, somme énorme en 1793. En 1794, le Congrès abaisse la caution du maître-monnayeur à 5 000 dollars et celle de l’essayeur à 1 000 dollars ; les personnes nommées par le président Washington peuvent ainsi remplir les conditions et entrer en fonction. La frappe des pièces en argent débute cette même année.

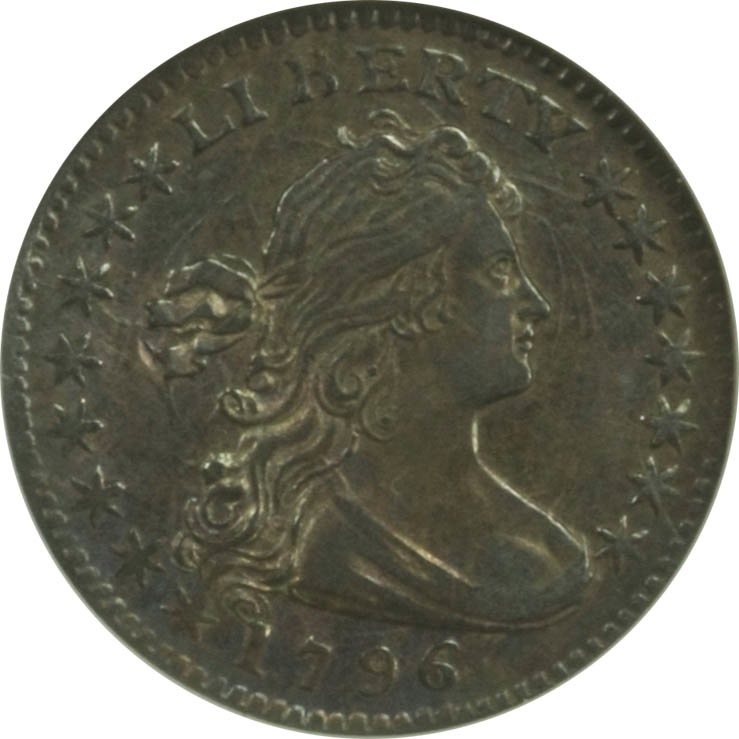
Un demi-dime de 1796

Le demi-dime est frappé à l’origine de 1794 à 1805, bien qu’aucune pièce ne porte les dates de 1798, 1799 ou 1804. En 1804, les pièces d’argent américaines sont massivement exportées, car elles peuvent être échangées à parité dans les Caraïbes contre des pièces espagnoles plus lourdes, lesquelles sont ensuite importées comme lingots et déposées à la Monnaie pour être fondues et refrappées. En réponse, les États-Unis cessent de frapper des dollars en argent en 1804 ; l’émission du demi-dime est interrompue de 1805 à 1829. En 1807, le directeur de la Monnaie, Robert Patterson, explique dans une lettre à Jefferson que « presque tout notre argent-métal, principalement des dollars espagnols, nous parvient par les banques, et il est très rare qu’elles acceptent des pièces de moins d’un demi-dollar ».
À partir de 1829, la pièce d’argent de cinq cents est de nouveau frappée ; dès 1837, son titre est relevé de 0,8924 à 0,900. La même année, l’avers du demi-dime change : le buste de la Liberté conçu par William Kneass est remplacé par une représentation de la Liberté assise réalisée par Christian Gobrecht ; jusqu’à son abolition en 1873, le demi-dime conserve des variantes de ce dessin. En 1851, il cesse d’être la plus petite pièce d’argent américaine, puisqu’une pièce de trois cents est émise par la Monnaie,.

## Naissance du nickel

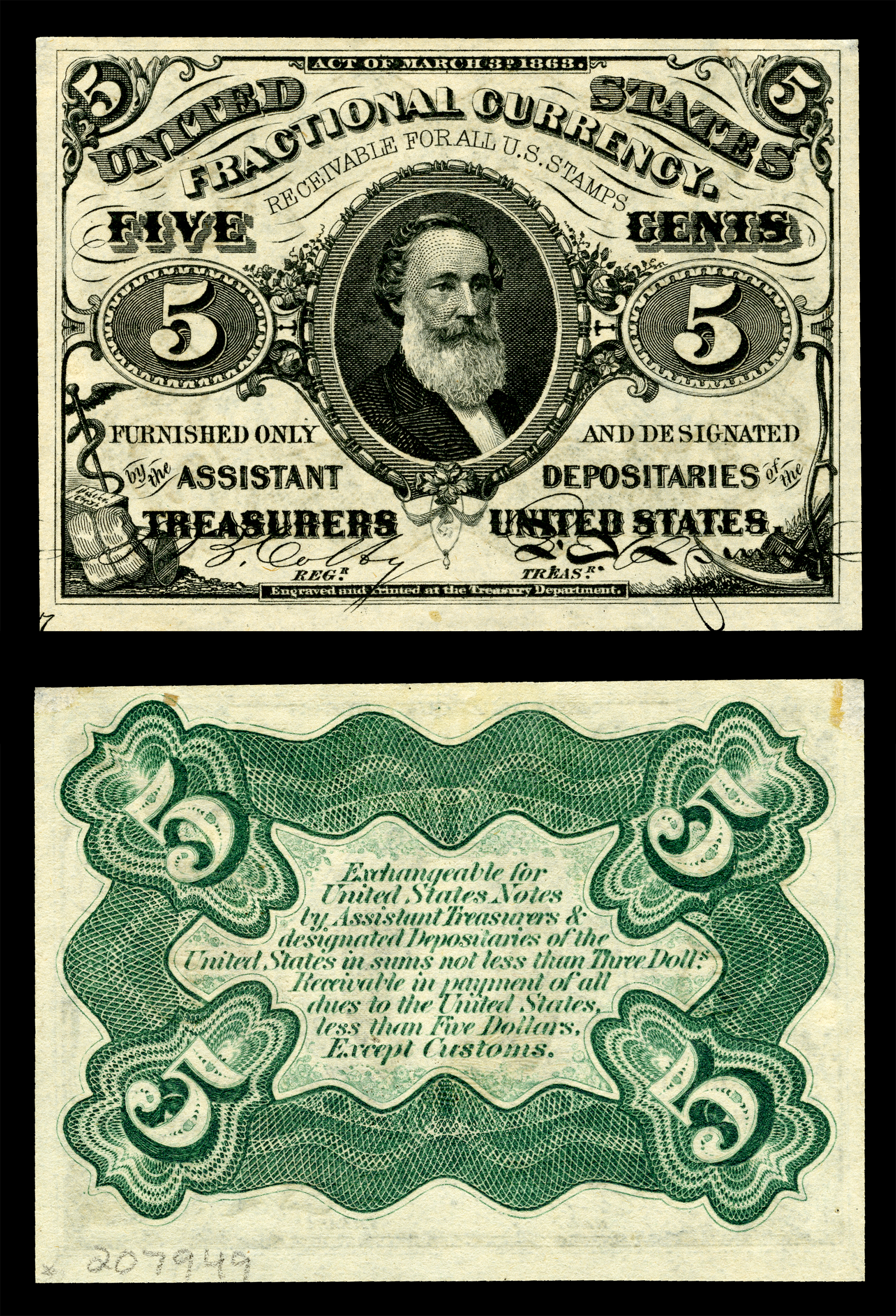
, directeur du bureau de la monnaie, fait placer son propre portrait sur le billet de cinq cents, ce qui mène à une loi interdisant la représentation de toute personne vivante sur la monnaie des États-Unis.

La guerre de Sécession fait disparaître la plupart des pièces américaines de la circulation, remplacées par des moyens de substitution tels que des jetons de commerçants, des timbres-poste et de la monnaie fractionnaire des États-Unis, émise dans des coupures allant jusqu’à trois cents. Bien que les pièces métalliques précieuses (or ou argent) soient thésaurisées ou exportées, le cent en cuivre-nickel — alors la seule pièce de métal commun frappée — disparaît également.
En 1864, le Congrès commence à restaurer la circulation monétaire en abolissant le billet de trois cents et en autorisant la frappe de cents en bronze et de pièces de deux cents, dont la valeur intrinsèque est faible. Ces nouvelles pièces rencontrent d’abord un certain succès, mais la pièce de deux cents disparaît rapidement de la circulation. Le 3 mars 1865, le Congrès adopte une loi autorisant la Monnaie à frapper des pièces de trois cents composées de 75 % de cuivre et 25 % de nickel.
En 1864, le Congrès a aussi autorisé une troisième série de billets de monnaie fractionnaire. Le billet de cinq cents doit représenter William Clark, mais le Congrès est scandalisé lorsque l’émission sort non pas avec le portrait de William Clark, l’explorateur, mais avec celui de Spencer M. Clark, directeur du Bureau de la monnaie. Selon l’historien numismate Walter Breen, la réaction immédiate et furieuse du Congrès est de voter une loi retirant de la circulation le billet de cinq cents, et une autre interdisant de représenter des personnes vivantes sur les pièces et billets fédéraux. Clark conserve son poste uniquement grâce à l’intervention personnelle du secrétaire au Trésor, Salmon P. Chase.

Le directeur de la Monnaie, James Pollock, s’est opposé à la frappe de pièces contenant du nickel, mais, face au succès initial de la pièce de trois cents en cuivre-nickel, il devient partisan de la frappe d’une pièce de cinq cents dans les mêmes métaux. Dans son rapport de 1865, Pollock écrit :

« À partir de cet alliage de nickel, on pourrait facilement fabriquer une pièce de cinq cents, qui constituerait un substitut populaire au billet de cinq cents… [La pièce de cinq cents ne devrait être frappée en métal commun] que jusqu’à la reprise des paiements en espèces… en temps de paix… les pièces d’alliage inférieur ne devraient pas remplacer durablement l’argent pour les pièces supérieures à la dénomination de trois cents. »

L’industriel Joseph Wharton détient presque un monopole sur l’extraction du nickel aux États-Unis et cherche à promouvoir son usage dans la monnaie. Très influent au Congrès, il compte de nombreux alliés : ceux-ci, bien qu’ayant échoué à imposer l’usage du nickel pour la pièce de deux cents, ont obtenu plus de succès avec la pièce de trois cents en métal commun. Pollock prépare donc un projet de loi autorisant une pièce de cinq cents du même alliage que celle de trois cents, avec un poids total ne devant pas dépasser 60 grains (3,9 g). Lors de l’examen en commission à la Chambre des représentants, le poids est modifié à 77,19 grains (5,00 g), officiellement pour correspondre à cinq grammes dans le système métrique, mais plus probablement afin que Wharton puisse vendre davantage de nickel. Cette modification rend la nouvelle pièce lourde par rapport à sa valeur faciale, comparée à la pièce de trois cents. Le projet de loi est adopté sans débat le 16 mai 1866.
La nouvelle pièce en cuivre-nickel a cours légal jusqu’à un dollar et peut être échangée par le Trésor contre d’autres pièces américaines, à l’exception du demi-cent, du cent et de la pièce de deux cents. Elle est remboursable par lots de 100 dollars contre des billets de banque. La monnaie fractionnaire inférieure à dix cents est retirée de la circulation,.

## Pièce de5centsShield (1866–1883)

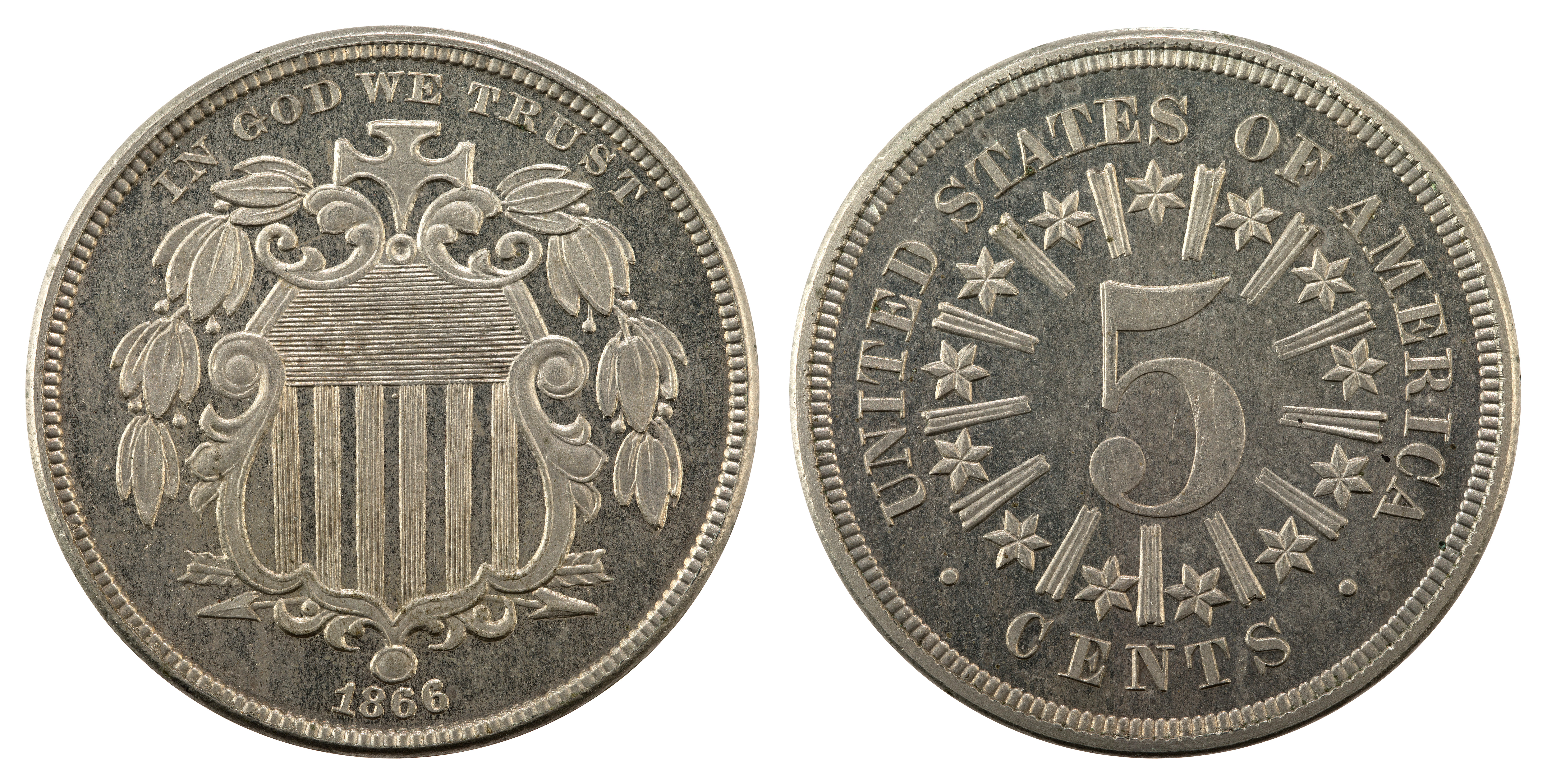
Le nickel au bouclier, tel qu’il fut frappé avec des rayons

En prévision de l’approbation de la nouvelle pièce de cinq cents, le graveur en chef de la Monnaie, James B. Longacre, commence à préparer des dessins et des essais monétaires dès 1865,. Après avoir rejeté des modèles représentant les présidents décédés George Washington et Abraham Lincoln, le secrétaire au Trésor Hugh McCulloch opte pour un dessin semblable à celui de la pièce de deux cents de Longacre, avec un bouclier à l’avers et un chiffre « 5 » entouré d’étoiles et de rayons au revers.
Les nouvelles pièces se révélent difficiles à produire : en raison de la dureté du flan, leur qualité n’est pas élevée et la durée de vie des coins est brève. Le dessin est largement critiqué ; Wharton décrit l’avers comme suggérant « une pierre tombale surmontée d’une croix et ombragée de saules pleureurs ». L'American Journal of Numismatics qualifie le nickel de « la plus laide de toutes les pièces connues ». Les rayons sont retirés du revers en 1867, dans l’espoir de résoudre certains problèmes de fabrication. Ce changement de dessin sème la confusion dans la population — beaucoup pensent que l’un des deux types est une contrefaçon — et la Monnaie envisage brièvement d’abandonner complètement le motif du bouclier. Après une forte production dans les premières années, à la fin de 1869, un nombre suffisant de nickels a été frappé pour répondre aux besoins du commerce ; les émissions sont réduites les années suivantes.
Les nouvelles pièces ont tendance à s’accumuler entre les mains des commerçants au-delà de la limite de cours légal, mais les banques refusent de les accepter au-delà du maximum d’un dollar. Les détaillants sont donc contraints de les revendre avec un rabais à des intermédiaires. Les receveurs des postes, tenus par la loi d’accepter ces pièces, découvrent que le Trésor n’accepte de les déposer que par lots d’au moins 100 dollars, conformément à la loi d’autorisation. En 1871, le Congrès atténue le problème en adoptant une loi permettant au Trésor de racheter en quantités illimitées des nickels et d’autres petites pièces, pourvu qu’ils soient présentés par lots d’au moins 20 dollars. Ce n’est qu’en 1933, bien longtemps après la disparition du nickel Shield, que le nickel devient une monnaie ayant cours légal illimité.
Les demi-dimes continuent à être frappés, à la Monnaie de Philadelphie comme à celle de San Francisco, jusqu’à ce que la série soit abolie par le Coinage Act de 1873,. Malgré cette suppression, les pièces d’argent continuent à circuler dans l’Ouest, où les pièces d’argent ou d’or sont préférées, pendant tout le reste du XIXe siècle. L’amélioration des conditions économiques, combinée à la baisse du prix de l’argent, ramène sur le marché de grandes quantités de pièces d’argent thésaurisées, y compris des demi-dimes, à partir d’avril 1876. À la fin de 1876, la production du nickel au bouclier est interrompue. Aucun n'est frappé en 1877 ni en 1878, sauf quelques exemplaires de preuve destinés aux collectionneurs. Comme le Trésor dispose d’un stock important en réserve, seuls de petits volumes sont frappés les années suivantes ; la production à grande échelle ne reprend qu’en décembre 1881.

## Pièce de5centsLiberty Head (1883–1913)
Avec la production de nickels en retard à la fin des années 1870, et la frappe minimale de la pièce de trois cents en cuivre-nickel, Joseph Wharton cherche à accroître l’utilisation du nickel à la Monnaie. Le cent en bronze représente alors une part importante de la production, et Wharton commence à faire pression pour que la pièce soit de nouveau frappée en cuivre-nickel, comme cela a été le cas de 1857 à 1864,. En 1881, ce lobbying conduit le surintendant de la Monnaie de Philadelphie, Archibald Loudon Snowden, à ordonner au graveur de la Monnaie, Charles E. Barber, de produire des dessins uniformes pour un nouveau  cent, une pièce de trois  cents et une pièce de cinq  cents. Snowden exige que les nouvelles pièces représentent une tête de Liberté avec la légende «  LIBERTY » et la date, tandis que le revers du nickel doit comporter une couronne de blé, de coton et de maïs entourant un chiffre romain « V » pour « 5 », afin d’indiquer la valeur faciale. Selon la proposition, le nickel doit conserver son poids de 5 grammes, mais son diamètre doit être porté à 22 millimètres.
Barber réalise les dessins demandés mais, Snowden décide finalement de ne pas émettre de nouveau  cent ni de nouvelle pièce de trois  cents, mais Barber poursuit son travail sur le nickel, dont la taille est ajustée à 21,21 millimètres. Lorsque des spécimens sont envoyés à Washington pour l’approbation routinière du secrétaire au Trésor, Charles J. Folger, Snowden a la surprise de les voir rejetés. Le secrétaire, après avoir examiné les lois monétaires, constate que celles-ci exigent que l’inscription «  UNITED STATES OF AMERICA » figure au revers, et non à l’avers où Barber l’a placée. Il modifie son dessin en conséquence, et la pièce est prête à être frappée au début de 1883. Cependant, à ce moment-là, des nickels  Shield datés de 1883 sont déjà émis. Pour éviter que les exemplaires de preuve du nickel  Shield  ne soient thésaurisés en raison de leur rareté, les responsables de la Monnaie en autorisent la production pendant plusieurs mois supplémentaires.
Des criminels réalisent rapidement que le nouveau nickel, qui ne porte pas le mot  CENTS, a une taille proche de celle de la pièce d’or de cinq dollars, et qu’en le recouvrant d’une fine couche d’or, il peut être utilisé comme fausse pièce de cinq dollars. Certains fraudeurs vont même jusqu’à doter les pièces d’une tranche cannelée, pour les faire ressembler davantage aux pièces d’or. La Monnaie interrompt alors la production des nouvelles pièces ; la frappe des nickels Shield continue. Barber reçoit l’ordre de modifier son dessin, ce qu’il fait en déplaçant certains éléments afin d’ajouter le mot CENTS en bas du revers. Le nickel révisé est émis le 26 juin 1883, date à laquelle la production du nickel Shield est définitivement arrêtée. Le public se met immédiatement à thésauriser les nickels sans « CENTS », persuadé que le Trésor prévoit de les rappeler et qu’ils deviendraient rares,.
Le nickel Liberty Head est frappé en grande quantité durant ses 30 années d’existence, sauf lors des crises économiques de 1885–1886 et de 1894, années durant lesquelles seuls de petits volumes sont produits,. En 1890, le Congrès met fin à la production de la pièce de trois cents, laissant la pièce de cinq cents comme la seule en cuivre-nickel. Cette même année, le Congrès autorise également le secrétaire au Trésor à approuver la refonte des pièces américaines, si le type précédent a été frappé pendant au moins 25 ans. Bien que le nickel et le dollar en argent soient modifiés au cours du quart de siècle précédent, une disposition de cette loi les rend éligibles à une nouvelle refonte immédiate,.En 1896, des nickels d’essai sont frappés pour la première fois depuis 1885, date à laquelle des pièces expérimentales percées ont été testées ; toutefois, aucune refonte n’a lieu.

### Croissance du nickel dans le commerce

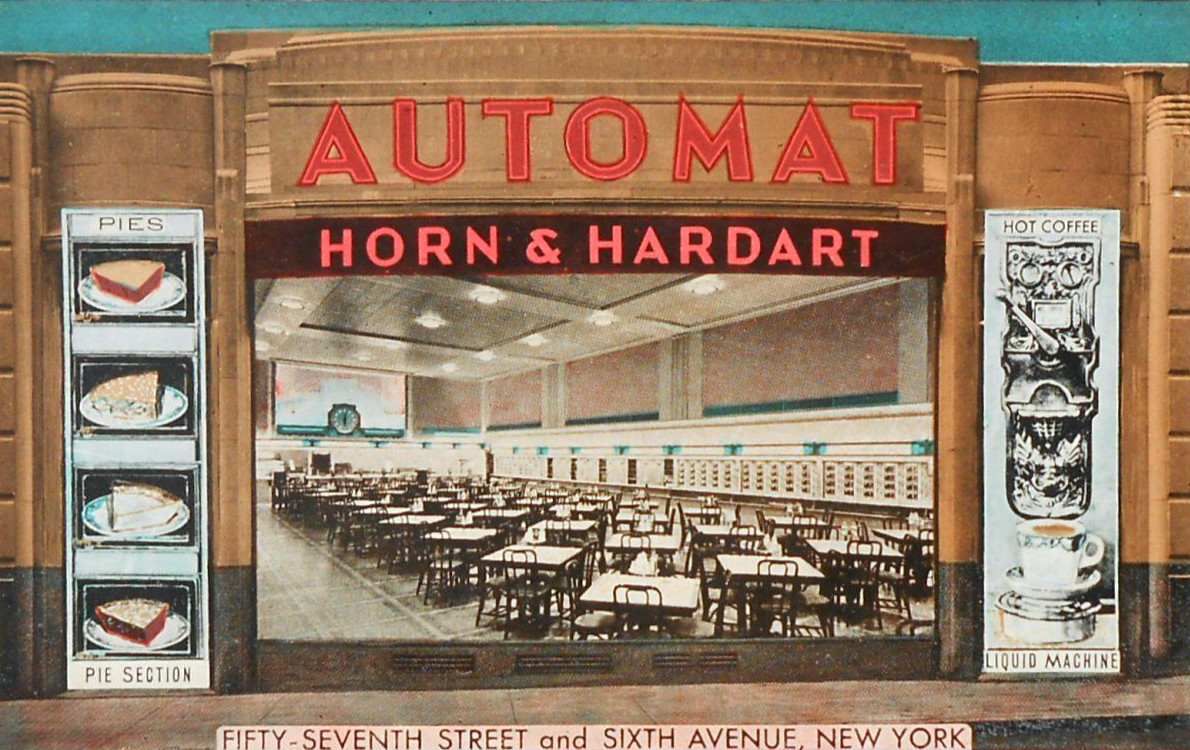
Carte postale des restaurants restaurants dans les années 30.

Les machines à pièces destinées à vendre de la nourriture, à divertir ou à jouer deviennent populaires dans les années 1890. De telles machines peuvent être installées dans des espaces autrement inutilisés des commerces, nécessitent peu d’entretien et rapportent de l’argent aux propriétaires. À partir de 1898, les pianos mécaniques à pièces deviennent également à la mode. La Mills Novelty Company est l’un des principaux producteurs de ces appareils ; en 1906, elle fabrique des machines allant d’un violon mécanique à des dispositifs de prédiction de l’avenir. Bien que certaines machines fonctionnent avec des cents ou d’autres dénominations, le nickel est la pièce de prédilection pour ces appareils.
Parmi les innovations commerciales rendues possibles par l’usage du nickel dans les machines automatiques figure l’automate-restaurant, dans lequel les clients se servent eux-mêmes en insérant une pièce dans un mécanisme, en tournant une manivelle, puis en retirant un sandwich ou un dessert. Ces restaurants sont d’abord créés en Allemagne, mais sint  popularisés aux États-Unis par, entre autres, Horn & Hardart (en). Un autre type de commerce prend son nom directement de la pièce : le nickelodeon, une salle de cinéma où l’on paie un nickel pour voir une série de courts-métrages d’une seule bobine, projetés en continu de l’après-midi jusque tard dans la nuit, le spectateur étant libre de rester autant de temps qu’il le souhaite. Bien qu’un autre type de pièce ait donné son nom à la penny arcade, le nickel y est également couramment utilisé.
Avant les années 1880, peu de nickels circulent dans les États de l’Ouest, où l’on préfère les pièces d’argent et d’or ; l’intérêt pour le nouveau dessin Liberty Head a cependant favorisé leur diffusion dans la région. Des conditions économiques favorables et une forte demande de nickels pour les distributeurs automatiques contribuent à ce que la pièce circule dans tout le pays vers 1900. Cette année-là, le directeur de la Monnaie, George E. Roberts, demande au Congrès de quintupler l’allocation destinée à l’achat de métaux communs pour la frappe des nickels et des cents. À l’époque, des restrictions légales permettent la production de ces pièces uniquement à la Monnaie de Philadelphie ; la demande de Roberts d’autoriser également la frappe dans les autres ateliers est acceptée en 1906. Les Monnaies de Denver et de San Francisco commencent à frapper des nickels en 1912,.

### Rareté du nickelLiberty Headde 1913
La pièce de {{nobr|5 cents Liberty head est remplacée après 1912, et, au départ, rien n’indique que des pièces datées de 1913 avec ce motif existent. En décembre 1919, un marchand de monnaies, Samuel W. Brown, publie des annonces dans des revues numismatiques, offrant d’acheter des nickels Liberty Head de 1913. En août suivant, Brown se présente au congrès annuel de l’American Numismatic Association (ANA) avec un tel exemplaire. Il affirme qu’un coin a été préparé pour 1913 et que ces pièces ont été frappées pour le tester. En réalité, Brown possède cinq monnaies, qu’il finit par vendre. Après avoir passé quinze ans entre les mains de l’excentrique collectionneur, le colonel  E.H.R. Green, de la région de Fort Worth, au Texas, les pièces sont finalement dispersées en 1943. Depuis lors, elles ont changé plusieurs fois de propriétaire. Aujourd’hui, deux sont exposées au public — l’une à la Smithsonian Institution à Washington, l’autre au Money Museum de l’ANA à Colorado Springs — tandis que trois appartiennent à des collectionneurs privés. La vente la plus récente d’un nickel de 1913 (en)remonte à octobre 2022, lorsqu’un exemplaire s’est adjugé pour 4 200 000 $ lors d’une vente aux enchères.

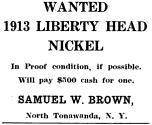
Publicité placée dans The Numismatist en décembre 1919.

On ignore encore comment les nickels de 1913 ont pu être fabriqués. Les registres de la Monnaie n’indiquent aucune production de nickels de 1913, et aucune frappe n’a été autorisée. Des coins sont préparés et envoyés en Californie pour une frappe de 1913-S, mais, sur ordre du directeur de la Monnaie Roberts en décembre 1912 de mettre fin à l’ancien type, ils sont renvoyés à Philadelphie. Ils y arrivent le 23 décembre et sont presque certainement détruits dans la routine de début janvier. Brown a été employé à l’atelier de Philadelphie, fait qui n'est connu qu’en 1963, et de nombreuses théories font porter sur lui les soupçons.

## Pièce de 5 cents Buffalo ouIndian Head(1913–1938)
En 1904, le président Theodore Roosevelt exprime son insatisfaction face à l’état artistique des pièces américaines, et espère engager le sculpteur Augustus Saint-Gaudens pour les embellir. Saint-Gaudens, avant sa mort en 1907, conçoit un nouvel eagle et double eagle, qui entrent en circulation cette année-là ; le cent, le quarter eagle et le half eagle sont redessinés par d’autres artistes et sont mis en circulation en 1909. Cette même année, le directeur de la Monnaie, Frank Leach, demande à Charles Barber de réaliser des pièces d’essai pour de nouveaux nickels. La plupart de ces pièces représentent le premier président, George Washington. Cependant, le projet est interrompu lorsque Leach quitte ses fonctions le 1er novembre 1909, remplacé par Abram Piat Andrew.

Le 4 mai 1911, Eames MacVeagh, fils du secrétaire au Trésor Franklin MacVeagh, écrit à son père :

« Une petite question qui semble avoir été négligée par vous tous est l’opportunité d’embellir le design du nickel ou de la pièce de cinq cents durant votre mandat, et il me semble que ce serait un souvenir permanent des plus attrayants. Comme vous le savez peut-être, c’est la seule pièce dont le dessin peut être changé durant votre administration, car je crois qu’il existe une loi stipulant que les dessins ne doivent pas être modifiés plus souvent que tous les vingt-cinq ans. Je pense également que ce pourrait être la pièce la plus largement en circulation »

.
Peu après cette lettre, Andrew annonce que la Monnaie solliciterait de nouveaux dessins pour le nickel. Le sculpteur James Earle Fraser, ancien assistant de Saint-Gaudens, se présente à la Monnaie et produit rapidement des concepts et dessins. Le directeur de la Monnaie, George E. Roberts, revenu en fonction à la place d’Andrew, favorise d’abord un design représentant Lincoln, mais Fraser développe rapidement un motif représentant un Amérindien d’un côté et un bison de l’autre. Le secrétaire MacVeagh écrit : « Dites-lui que parmi les trois esquisses qu’il a soumises, nous aimerions utiliser celle de la tête de l’Indien et celle du bison ».

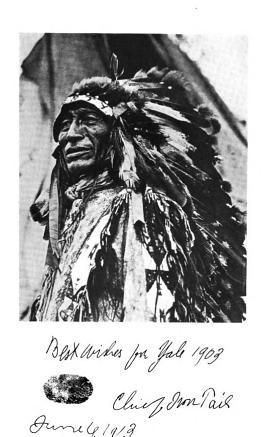
Chef Iron Tail, vers 1912

En juillet 1912, la nouvelle pièce est rendue publique, et les fabricants de machines à pièces cherchent à obtenir des informations. Clarence Hobbs, de la Hobbs Manufacturing Company, fabricant de détecteurs de contrefaçons, craint que le nouveau nickel ne soit pas accepté par ses appareils. Il exige diverses modifications du design, auxquelles l’artiste hésite à consentir.
La société Hobbs continue de faire obstacle en 1913. Le 3 février, Hobbs envoie à Roberts une longue liste de changements souhaités, et Fraser est obligé de participer à une réunion avec les représentants de Hobbs. Le 5 février, après cette rencontre qui se termine sans accord, Fraser envoie une lettre de dix pages à MacVeagh, se plaignant que son temps est gaspillé par la société Hobbs, et sollicitant l’intervention du secrétaire pour clore la situation. MacVeagh accepte de tenir une réunion dans son bureau à Washington le 14 février. Barber prépare des modèles montrant ce à quoi le nickel ressemblerait si les changements demandés par Hobbs sont appliqués. La réunion menée par MacVeagh ressemble à une audience juridique, et le secrétaire émet une lettre le lendemain. Il note qu’aucune autre société ne s’est plainte, que le mécanisme Hobbs n’a pas été largement vendu, et que les modifications demandées — un espace libre autour du bord et l’aplatissement de la pommette de l’Amérindien — affecteraient le mérite artistique de la pièce. MacVeagh conclut : « Vous pouvez donc procéder à la frappe du nouveau nickel ».
Les pièces sont officiellement mises en circulation le 4 mars 1913 et reçoivent rapidement des commentaires positifs pour leurs thèmes véritablement américains. Cependant, le New York Times déclare dans un éditorial : « Le nouveau nickel est un exemple frappant de ce qu’une pièce destinée à une large circulation ne devrait pas être… [il] n’est pas agréable à regarder lorsqu’il est neuf et brillant, et sera une abomination une fois usé et terni ». Le Numismatist, dans des éditoriaux de mars et mai 1913, donne un avis tiède, suggérant que la tête de l’Amérindien soit réduite et que le bison soit supprimé du revers.
Les coins pour le nouveau design se révélent rapidement fragiles. Barber effectue des révisions proposées, approuvées par Fraser après l’envoi de spécimens. Ces modifications agrandissent la légende « FIVE CENTS et changent le sol sur lequel se tient le bison, passant d’une colline à un terrain plat. Selon des données compilées par l’historien numismatique David Lange à partir des archives nationales, les changements apportés aux nickels de type II, par rapport aux type I originaux, réduisent en fait la durée de vie des coins. Un problème non résolu est l’exposition de la date à l’usure ; de nombreux nickels Buffalo ont la date effacée.
En janvier 1938, la Monnaie annonce un concours ouvert pour un nouveau design, présentant le président Thomas Jefferson à l’avers et sa demeure, Monticello, au revers. Les derniers nickels Buffalo sont frappés en avril 1938 à la Monnaie de Denver, seule à les frapper cette année-là.
Les identités des modèles de l’Amérindien sur l’avers et du bison sur le revers ne sont pas connues avec certitude. Fraser insiste sur le fait que l’Amérindien représente un type générique, et non une personne précise, et il mentionne plusieurs Amérindiens comme modèles, sans toujours être cohérent, notamment Iron Tail (Oglala Lakota), Two Moon (Cheyenne du Nord) et Big Tree (du peuple Kiowa). D’autres personnes se prétendent également modèles, la plus célèbre étant John Big Tree, un Sénéca, qui fait de nombreuses apparitions publiques en tant qu' « Indien du nickel » jusqu’à sa mort en 1967.
Fraser raconte que l’animal sur le revers est un bison américain, nommé Black Diamond, qu’il dit vivant au zoo du Bronx, et il décrit également le modèle simplement comme un bison du zoo. Cependant, Black Diamond n’a jamais été au dans ce zoo ; il vit  plutôt au Central Park Zoo jusqu’à ce que l’animal soit vendu et abattu en 1915. La position des cornes sur la tête empaillée de Black Diamond encore existante diffère de celle du bison figurant sur le nickel.
Depuis sa création, la pièce est appelée le « nickel Buffalo », en référence au nom commun du bison. La publication numismatique la plus diffusée, Coin World, l’appelle nickel Indian Head, tandis que le Red Book de R.S. Yeoman la désigne comme « Indian Head ou Buffalo »,.

## Pièce de 5centsJefferson (1938–present)
Lorsque la pièce de 5 cents Buffalo est frappée pendant 25 ans et peut être remplacée sans qu’un acte du Congrès ne soit nécessaire, la Monnaie se hâte de la changer. Bien que le dessin de Fraser soit aujourd’hui apprécié des numismates, il ne jouit pas de ce statut en 1938, et il n’y a aucune protestation publique contre la décision. En janvier 1938, la Monnaie annonce un concours ouvert pour le nouveau dessin du nickel, le lauréat devant recevoir un prix de 1 000 $. En prévision du bicentenaire de la naissance de Thomas Jefferson en 1943, les concurrents doivent placer son portrait à l’avers et une représentation de sa demeure, Monticello, au revers.
Le 24 avril, Felix Schlag (en) est annoncé comme le gagnant. Son dessin présent le portrait de Jefferson qui va être utilisé sur le nickel jusqu’en 2004, se conformant étroitement au buste de l’ancien président par le sculpteur Jean-Antoine Houdon, conservé au Museum of Fine Arts de Boston. Toutefois, le modèle diffère de la pièce effectivement frappée pour la circulation, car il montre Monticello sous un angle particulier, et emploie un style de lettrage que les responsables n’apprécient pas ; Schlag est contraint de modifier ces deux éléments. Par méprise ou par oubli, il n’ajoute pas ses initiales sur le dessin ; elles ne sont introduites qu’en 1966. La production commence le 3 octobre 1938 ; les pièces sont mises en circulation le 15 novembre. Selon des témoignages contemporains, le nickel Jefferson est d’abord thésaurisé, et ce n’est qu’en 1940 qu’il devient communément visible en circulation.
Avec l’entrée des États-Unis dans la Seconde Guerre mondiale, le nickel devient un matériau de guerre essentiel, et la Monnaie cherche à en réduire l’usage. Le 27 mars 1942, le Congrès autorise une pièce composée de 50 % de cuivre et 50 % d’argent, mais donne à la Monnaie le pouvoir de varier les proportions, ou d’ajouter d’autres métaux, dans l’intérêt public. La plus grande préoccupation de la Monnaie est de trouver un alliage n’utilisant aucun nickel, mais qui soit encore accepté par les détecteurs anti-contrefaçon des distributeurs automatiques. Un alliage de 56 % de cuivre, 35 % d’argent et 9 % de manganèse s’avère convenir, et il commence à être frappé en pièces de 5 cents à partir d’octobre 1942. Dans l’espoir de les rendre faciles à distinguer et à retirer après la guerre, la Monnaie frappe tous les « war nickels » avec un grand différent d’atelier placé au-dessus de Monticello. La marque d’atelier « P » pour Philadelphie marque la première apparition de ce différent sur une pièce américaine. La composition d’avant-guerre revient en 1946 ; depuis lors, tous les nickels sont en 75 % cuivre et 25 % nickel.
En 1966, une petite modification est apportée au dessin pour ajouter les initiales du graveur (« FS ») à l’avers, sous le portrait de Jefferson. En commémoration de ce changement, deux exemplaires spéciaux de nickels 1966 portant les initiales lui sont remis. Les pièces frappées dans n’importe quel atelier entre 1965 et 1967 ne portent pas de marque d’atelier, celle-ci ayant été omise tandis que la Monnaie remplace les pièces de circulation en argent par du cuivre-nickel. À partir de 1968, les marques d’atelier sont de nouveau utilisées, et, sur la pièce, déplacées dans la partie inférieure de l’avers, à droite du buste de Jefferson. À partir de 1971, plus aucun nickel n'est frappé pour la circulation à San Francisco : le 1971-S est le premier nickel frappé uniquement en version belle épreuve depuis 1878.

### Commémoration du voyage vers l’Ouest (2004–2005)
La Monnaie a frappé des pièces commémoratives de circulation pour le bicentenaire des États-Unis, donnant aux quarts, demi-dollars et dollars frappés en 1975 et 1976 une double date, « 1776–1976 ». Après que le Canada émet avec succès en 1992 une série de quarts honorant ses provinces et territoires, la Monnaie obtient l’autorisation du Congrès d’émettre une série de quarts américains honorant les États-Unis ; ils commencent à être émis en 1999. En 2002, la Monnaie envisage de redessiner le nickel en l’honneur du bicentenaire de l’expédition de Lewis et Clark. Le représentant républicain de Virginie Eric Cantor ne souhaite pas que Monticello, situé dans son État natal, disparaisse définitivement du nickel. La loi qui en résulte, le « American 5-Cent Coin Design Continuity Act of 2003 », est signée par le président George W. Bush le 23 avril 2003. Selon ses dispositions, le secrétaire au Trésor peut modifier les motifs du nickel en l’honneur du 200e anniversaire de l’expédition et de l’achat de la Louisiane, mais le nickel doit à nouveau représenter Jefferson et Monticello à partir de 2006. À moins d’une nouvelle décision du Congrès, toutes les futures pièces de cinq cents représentent Jefferson et Monticello.
La Monnaie utilise l’avers de Felix Schlag (en) en 2004, avec deux nouveaux revers. L’adaptation par le graveur-sculpteur Norman E. Nemeth d’une médaille de paix indienne frappée pour Jefferson est le premier nouveau motif, suivie d’une représentation d’un bateau à quille semblable à celui utilisé par l’expédition, réalisée par le graveur-sculpteur Al Maletsky. L’avers de 2005, frappé uniquement cette année-là, est dessiné par le sculpteur Joe Fitzgerald d’après le buste de Jefferson par Jean-Antoine Houdon. La légende « LIBERTY » sur l’avers est tracée à partir de l’écriture manuscrite de Jefferson lors de la rédaction de la Déclaration d’indépendance ; comme ce mot n’est jamais écrit en majuscules dans ce document, Fitzgerald emprunte un « L » majuscule aux autres écrits de Jefferson. Le revers pour la première moitié de l’année représente un bison américain, rappelant le nickel Buffalo, conçu par Jamie Franki. Celui de la seconde moitié montrait un littoral et les mots « Ocean in view! O! The Joy! », tirés d’une entrée du journal de William Clark, co-dirigeant de l’expédition. Clark a en réalité écrit le mot « ocian », mais la Monnaie en modernise l’orthographe.

Depuis 2006, un autre dessin de Franki est utilisé pour l’avers, représentant Jefferson de face, plutôt que de profil, inspiré d’une étude de 1800 par Rembrandt Peale, et incluant le mot « Liberty » dans l’écriture de Jefferson. Selon le directeur par intérim de la Monnaie, David Lebryk, « l’image d’un Jefferson tourné vers l’avenir est un hommage approprié à sa vision ». Le revers, à partir de 2006, reprendt le dessin de Monticello de Schlag, mais affiné par les graveurs de la Monnaie. Comme le dessin de l’avers de Schlag, sur lequel ses initiales sont placées en 1966, n’est plus utilisé, elles sont transférées au revers, à droite de Monticello.

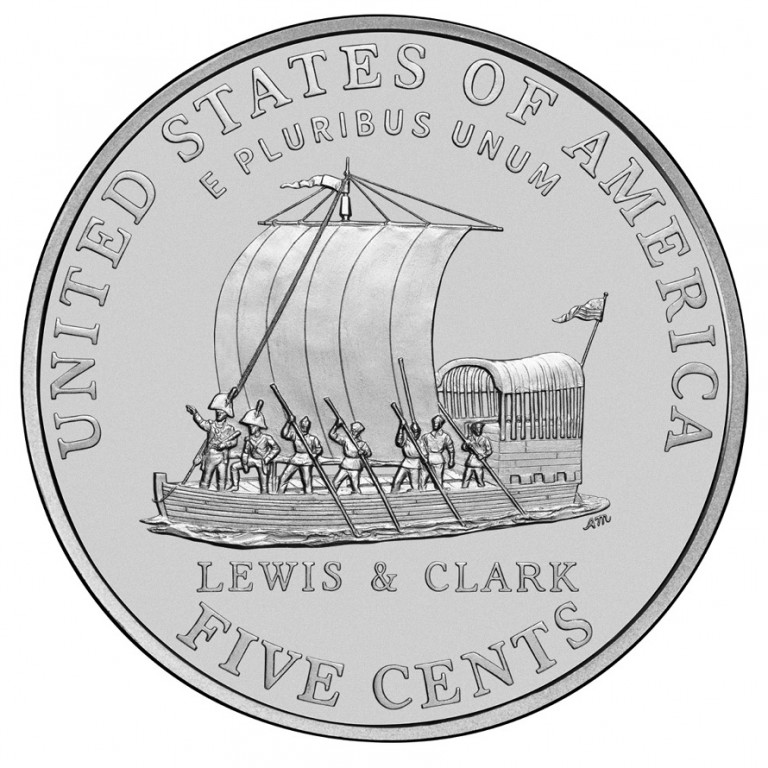
L'un des deux nouveaux revers de 2004 : un quillard semblable à celui de l'expédition.
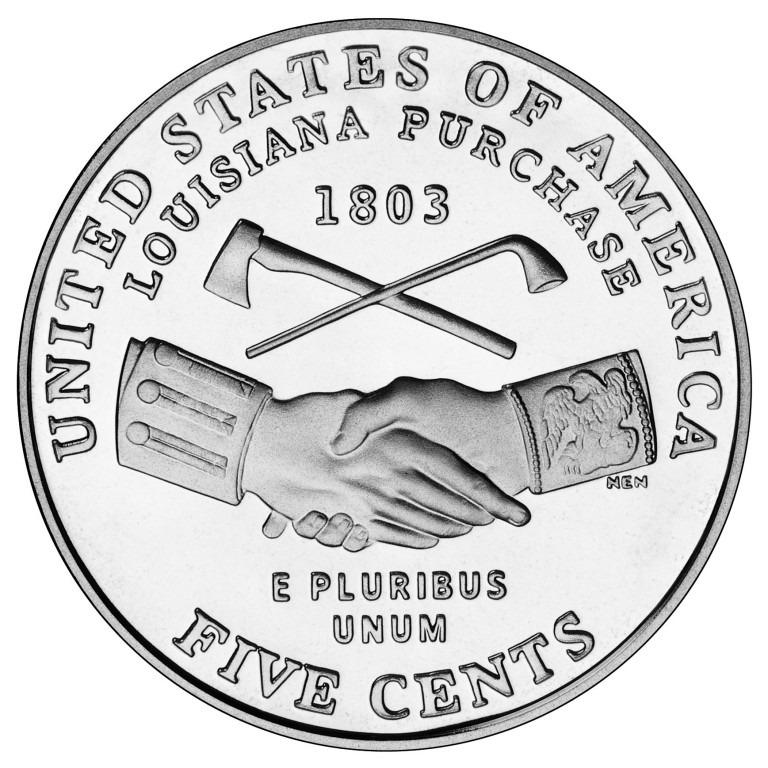
L'un des deux nouveaux revers de 2004 : l'adadtation d'une médaille de paix indienne frappée pour Jefferson.
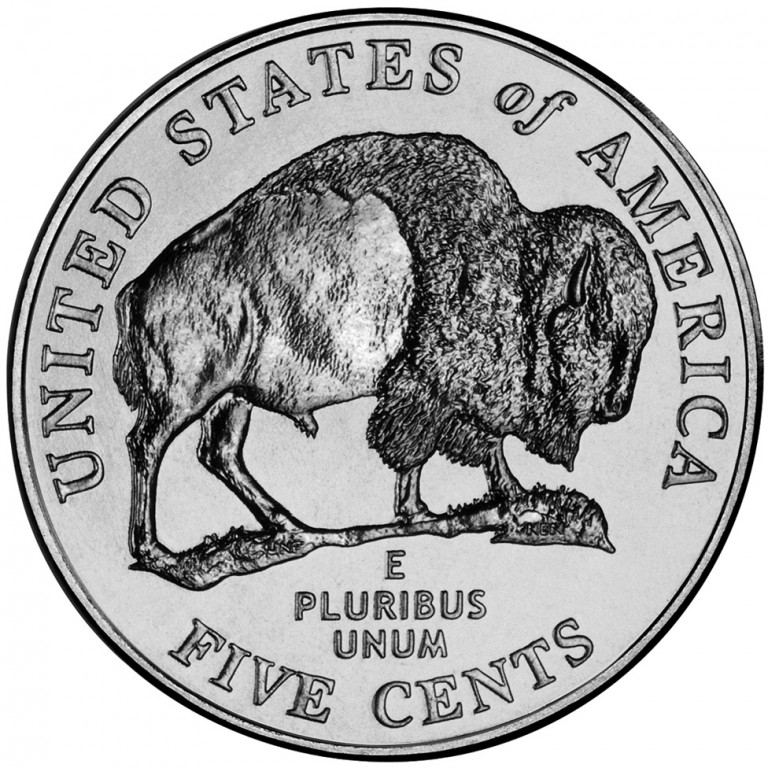
L'un des deux nouveaux revers de 2005 : un bison américain rappelant celui du nickel Buffalo.
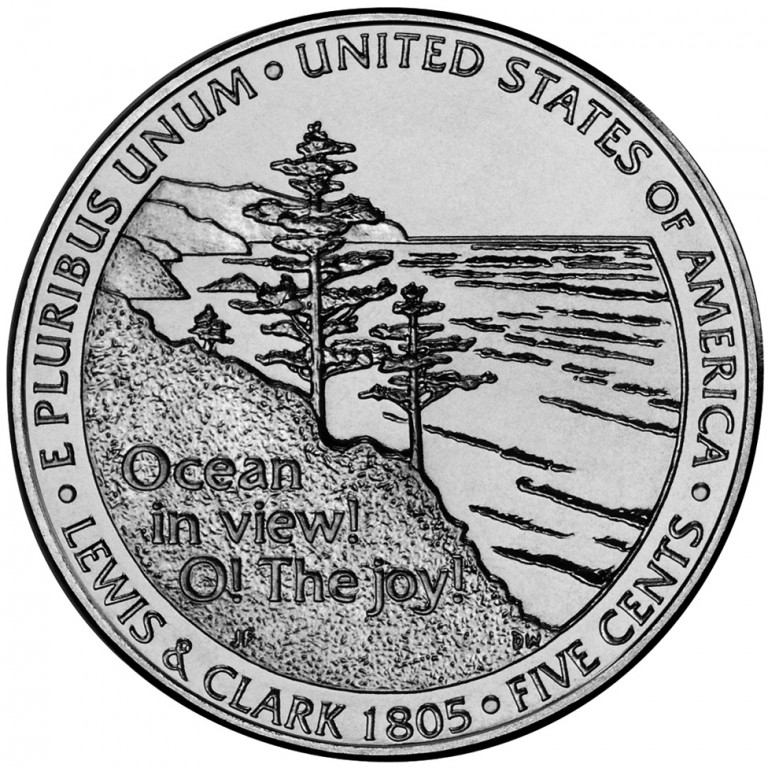
L'un des deux nouveaux revers de 2005 : un littoral et les mots « Ocean in view! O! The Joy! ».

### Augmentation de la valeur des métaux
Au cours de la première décennie du XXIe siècle, les prix des matières premières, notamment du cuivre et du nickel, qui composent la pièce de cinq cents, augmenent fortement, faisant passer le coût de fabrication d’un nickel de 3,46 cents durant l’exercice 2003 à 10,09 cents en 2012. À titre de comparaison, un nickel canadien, principalement composé d’acier, coûte encore, en 2019, moins que sa valeur faciale à produire.
En réponse, la directrice de la Monnaie, Henrietta H. Fore, demande en 2004 au Congrès de financer des recherches sur des alternatives moins coûteuses aux métaux utilisés dans les pièces. Bien que cette initiative prenne fin à son départ en 2005, le Congrès adopte en 2010 le Coin Modernization, Oversight, and Continuity Act (CMOCA),, chargeant la Monnaie d’explorer d’autres compositions pour les six dénominations en circulation, du cent au dollar. En 2011, la Monnaie confie l’étude à la société Concurrent Technologies Corporation, basée à Johnstown, en Pennsylvanie.
Le rapport rendu en réponse à la loi indique qu’aucun matériau ne permet de réduire le coût de fabrication de la pièce d’un cent en dessous d’un cent, et celle-ci est donc écartée de l’étude. Le rapport demande davantage de temps pour analyser la question, garantissant ainsi, pour l’instant, le maintien des compositions actuelles. La Monnaie prévoit que la demande de nickels en circulation passerait de 840 millions en 2011 à 1,08 milliard en 2015.
Entre-temps, afin d’éviter la fonte massive de nickels en circulation, la Monnaie des États-Unis adopte, le 14 décembre 2006, de nouvelles règles provisoires criminalisant la fonte et l’exportation des pennies, qui coûtent, en 2013, 1,83 cent à produire, et des nickels. Les contrevenants risquent jusqu’à 10 000 $ d’amende, cinq ans de prison, ou les deux. Ces règles sont finalisées le 17 avril 2007,. La valeur de fonte d’un nickel dépasse un temps les cinq cents, atteignant près d’une fois et demie sa valeur faciale en mai 2007. Depuis, l’offre et la demande des métaux entrant dans sa composition se sont stabilisées. La valeur de fonte d’un nickel est tombée sous sa valeur faciale de la fin 2008 à la mi-2010, puis de nouveau à partir de la mi-2012. En février 2014, il est rapporté que la Monnaie expérimente l’utilisation de zinc plaqué cuivre, la même composition que pour la pièce d’un cent, pour le nickel.
En décembre 2014, la Monnaie publie son rapport biennal suivant, en réponse au CMOCA. Elle y déclare que les pièces en zinc plaqué n’ont pas résisté aux tests de chaleur et d’usure, et sont rejetées pour toutes les pièces américaines autres que le penny. Les matériaux jugés « faisables » pour la pièce de 5 cents sont l’acier plaqué nickel, l’acier multiplaque, et potentiellement un autre alliage cuivre/nickel (environ 77 % cuivre, 20 % nickel et 3 % manganèse). De nouveaux tests sont recommandés pour explorer des alliages encore moins coûteux et compatibles avec les distributeurs automatiques, ce qui n’était pas le cas des alliages à base d’acier. En février 2023, la valeur de fonte d’un nickel dépassait 135 % de sa valeur faciale.

## Propositions d'abolition
La proposition d'abolir le nickel fait l'objet de discussions, souvent en conjonction avec ou après l'élimination du penny. L'une des principales raisons avancées pour cette abolition est le coût de production élevé du nickel, qui dépasse largement sa valeur faciale. En 2024, la Monnaie des États-Unis perd 8,8 cents pour chaque nickel frappé, et le coût total (incluant les frais administratifs et de distribution) atteint 13,8 cents par pièce,. Le coût de production des'nickels a augmenté d'environ 20 % depuis 2022, principalement en raison de la volatilité des prix des matières premières, car ils sont composés de 75 % de cuivre et 25 % de nickel, contrairement aux pennies qui sont majoritairement en zinc.
Au-delà des coûts, l'abolition du nickel est également envisagée pour simplifier les transactions et réduire la quantité de monnaie de faible valeur en circulation, jugée peu pratique et souvent laissée pour compte. Les partisans de cette idée suggèrent que cela simplifierait les calculs en arrondissant toutes les transactions en espèces au multiple de 10 cents le plus proche,. Cependant, cela poserait des défis pour rendre la monnaie exacte, potentiellement en augmentant le nombre de pièces de faible valeur dans le porte-monnaie,. Une telle mesure laisserait les États-Unis avec seulement deux pièces en circulation, le dime et le quarter, ce qui les distinguerait de la plupart des autres pays développés qui utilisent un plus grand nombre de pièces. L'élimination du nickel pourrait également accélérer la tendance vers les paiements sans espèces, la part des paiements en espèces étant passée de 31 % en 2016 à 16 % en 2023. Le Canada a déjà franchi le pas en arrêtant de frapper les pennies en 2012 et de les utiliser en 2013, sans que cela n'entraîne l'inflation prédite par certains opposants,.